# Równina Abrahama

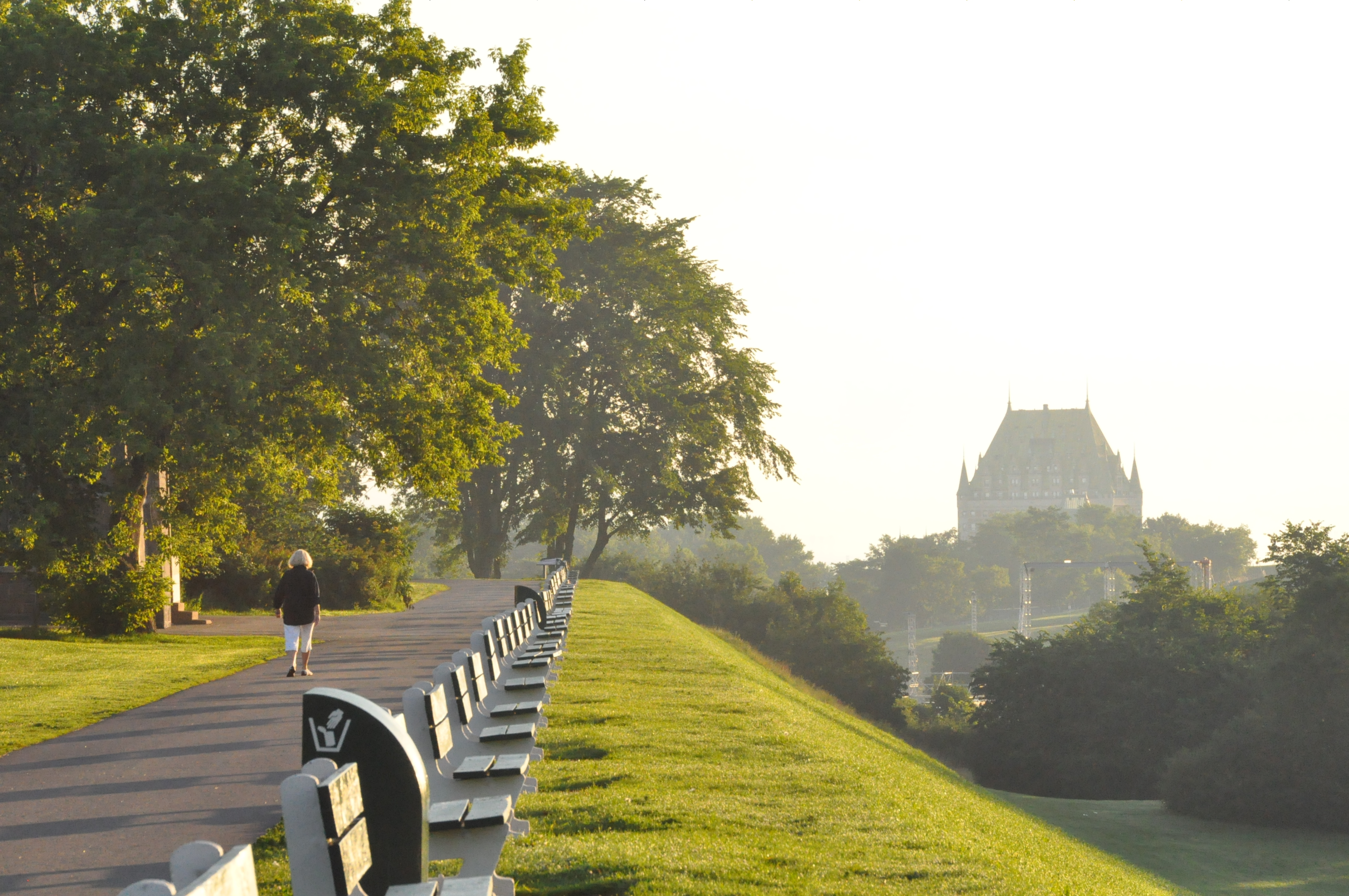
Równina Abrahama latem

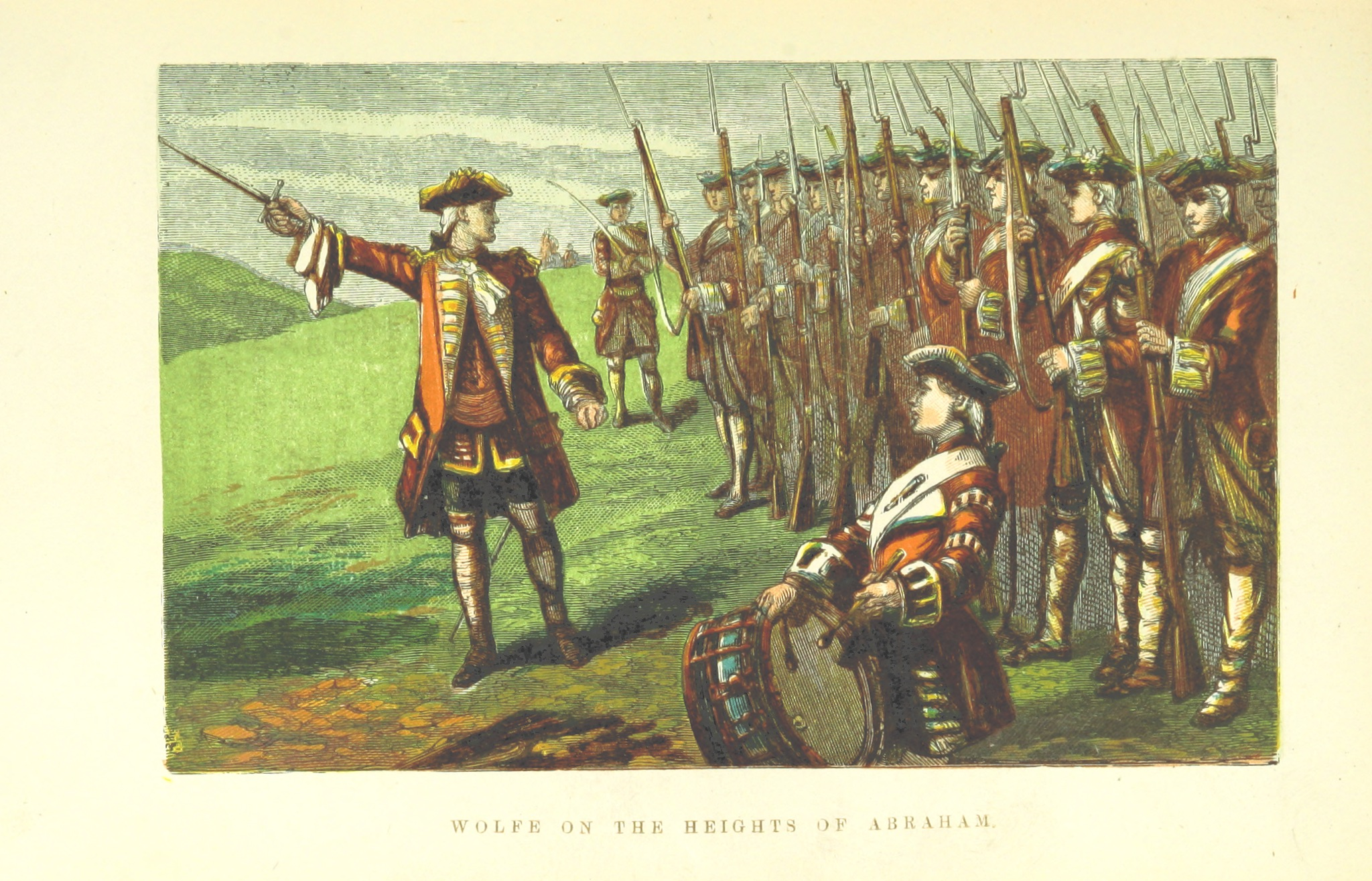
Wolfe i jego oddziały – rycina z książki z 1885 roku

Równina Abrahama – płaskowyż w mieście Québec w Kanadzie, na terenie parku The Battlefields Park.
W miejscu tym 13 września 1759 roku brytyjski generał James Wolfe pokonał w bitwie oddziały francuskie pod dowództwem generała Louisa-Josepha de Montcalma.